# Phare Saint-Louis
Le phare Saint-Louis ou phare du môle Saint-Louis est un phare de troisième ordre situé sur le musoir du môle Saint-Louis à Sète, dans le département de l'Hérault, en France. Bien qu'il soit toujours en service et indique l'entrée du port de Sète, il n'a plus de gardien et est aujourd'hui ouvert aux visiteurs.

## Historique
Le môle Saint-Louis se dote d'un premier phare en 1684, sous la forme d'une tour carrée éclairée à la lampe à suif. Il est détruit puis reconstruit au profit d'une tour plus haute à plusieurs reprises, d'abord en 1690 puis en 1720, et finalement en 1831 pour atteindre 25m. L'éclairage est alors assuré par 24 lampes alimenté par de l'huile de colza avec des réflecteurs en cuivre. 

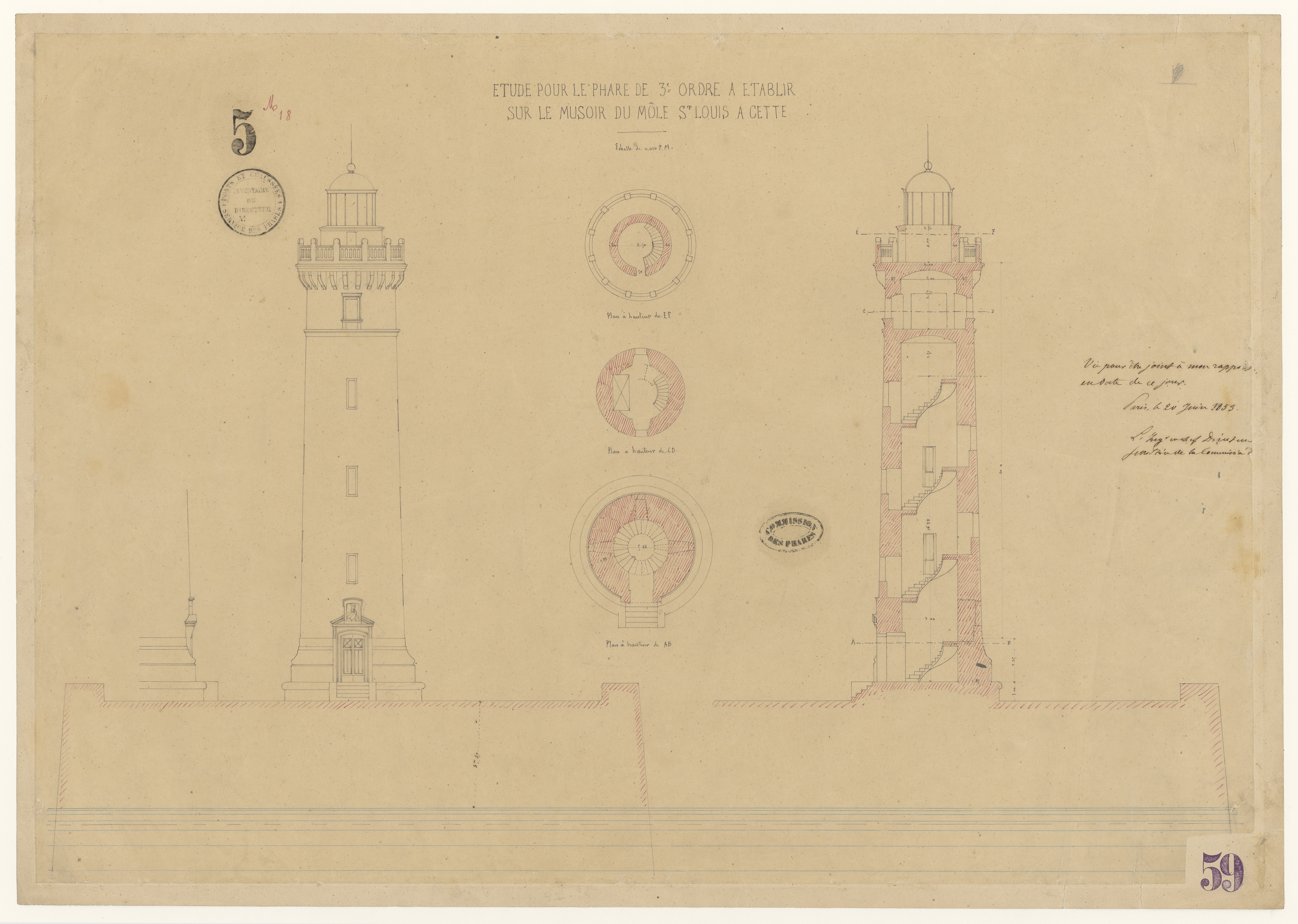
Môle Saint-Louis à Sète - plans 1853

L'ancêtre du phare actuel est construit une première fois en 1861 en pierre de Cassis, il accompagne alors l'autre tour qui perd son rôle de fanal mais est conservée jusqu'à la Seconde Guerre Mondiale. Sa construction, décidée dès 1855 demande la réorganisation de la disposition du fort Saint-Louis. Ce nouveau phare n'a plus un feu fixe mais est équipé d'une grande lanterne tournante avec une lentille de Fresnel. Les lampes sont d'abord alimentées à l'huile de colza comme son prédécesseur mais passeront au pétrole en 1873. En 1908, les lampes à pétrole sont remplacées par une lampe à la vapeur de pétrole bien plus puissante, avant l'électrification du phare en 1933.
En novembre 1942, le service des phares de la Méditerranée passe sous contrôle allemand. Le 19 août 1944, des mines de l'armée allemande causent d'importants dégâts à l'ensemble du port et notamment au môle et au phare Saint-Louis, intégralement détruits. Un phare provisoire dit "de guerre" est construit en 1945 en attendant la reconstruction du phare Saint-Louis dans sa forme actuelle. Le nouveau phare est inauguré le 10 avril 1948.

### Le radiophare
Entre 1935 et 1944, le phare Saint-Louis s'équipe d'un radiophare. Ce dispositif de communication sans fil permet d'envoyer un signal aux navires équipés de radiogoniomètres pour pallier le manque de visibilité les jours de brouillard. L'antenne de diffusion est tendue entre le phare et l'ancien phare.

## Architecture
Le phare prend la forme d'une tour ronde en pierre de taille de Frontignan d'une hauteur de 33,50m, et d'une élévation totale de 35,80m au dessus du niveau de la mer sur les plans de l'architecte Henry Favier. Il est équipé d'un feu rouge à 4 éclats de 15 secondes. Sur une pierre est apposée une plaque sur laquelle on peut lire une citation de Paul Valéry : « Son œil mobile mêlé aux éclairs de périls, l'eau riante et la danse infidèle des vagues ».

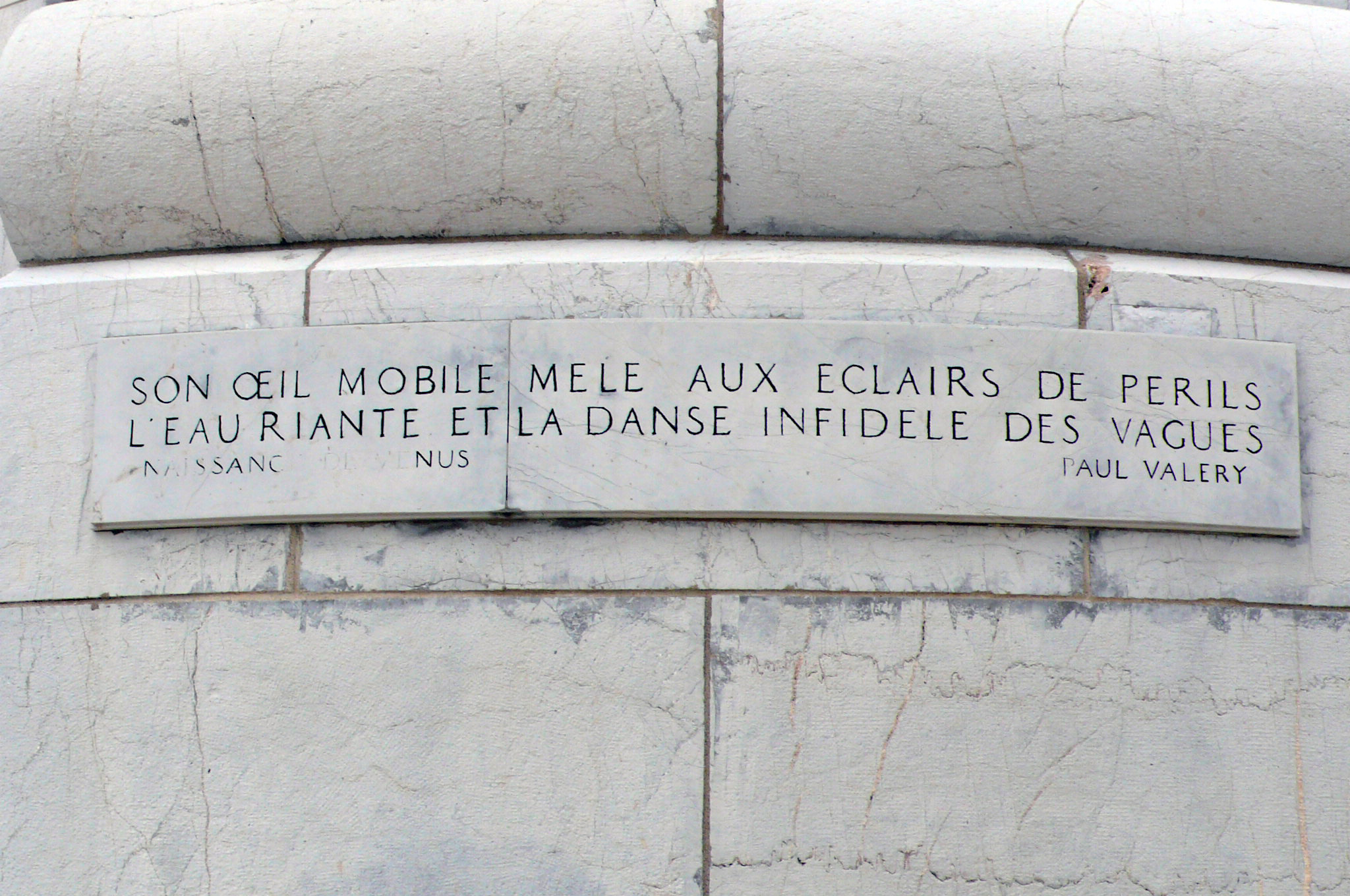
Citation extraite de La naissance de Vénus.